# Galego-asturiano
Galego-asturiano  é um conjunto de variedades linguísticas galego-portuguesas faladas num território conhecido como Terras do Eu-Návia que não coincide com a comarca homônima, situadas na região ocidental do Principado das Astúrias, e cuja influência abrange o concelho galego de Negueira.
Em janeiro de 2016, o concelho da Veiga declarou o galego como língua oficial do concelho.

## Geografia linguística
As Terras do Eu-Návia compreendem os municípios asturianos de Bual, Castropol, Cuaña, Eilao, El Franco, Grandas de Salime, Ibias, Pezós, San Martín de Oscos, Santa Eulalia de Oscos, San Tiso d'Abres, Tapia, Taramundi, Veiga, Villanueva de Oscos, e partes de Navia, Villayón, e Allande. Historicamente esta zona esteve e está muito isolada do resto das Astúrias, e também da Galiza e Castela, devido às suas fronteiras naturais: o Rio Eo, a Cordilheira Cantábrica e o Rio Nalón, e o Mar Cantábrico. É também uma zona de paisagens abruptas, menos a parte da linha de costa que é mais plana.
Esta comarca, integrada durante o Império Romano no Convento Lucense, terá ficado adscrita ao Reino das Astúrias depois da segregação do reino asturleonés que se produz após a morte de Afonso III. Assim o denotam diversos documentos que localizam vários termos da comarca em território asturiense. Durante a Idade Média, apresenta uma singular coesão interna como resultado da sua integração na modalidade feudal da honra (Honra de Suarón e Honra de Grandas); no entanto, por um acordo adotado a 2 de janeiro de 1154, nas Cortes celebradas em Salamanca pelo rei Afonso VII, confirmam-se as cessões que se tinham vindo efetuando ao bispo de Oviedo, e é feita a doação a Martinho II e à sua Igreja, entre outros bens, do castelo de Suarón (...de illo castello de Sueirum quod est intre (sic) fluuium de Oue et fluuium de Nauia...) com todos os seus termos, as seus regalías e jurisdições. Dita condição estende-se à Honra de Grandas através de outra doação em 1186.
A comarca fica sob tal dependência até que, por motivo da desamortização realizada pela Bula Breve Cum Acceperimus de 6 de abril de 1574, os habitantes conseguem comprar quase simultaneamente a sua emancipação. Assim Castropol (1579), Bual (1580), Cuaña (1582), Pezós (1582), El Franco (1583), Taramundi (1584), Salime (1584), Grandas (1584), San Tiso d'Abres (1584), San Martín de Oscos (1584), Santa Eulalia de Oscos (1584) e Eilao (1585). Figueiras teria que esperar até 1775 para a sua segregação da família Donlebún; e Návia dos Condes de Ribadeu em 1551 (conquanto não consegue confirmar a sua emancipação senão depois de um longo pleito na Cancelharia de Valhadolide, que concluirá com a sentença que confirma os direitos dos vizinhos recaída em 1608). Ibias, por sua vez, dependerá de várias famílias com paços na comarca dos Oscos. Deste processo ficará excluído o Concelho de Villanueva de Oscos, que continuará a depender do Mosteiro de Villanueva até a desamortização de 1837.
Desde a sua emancipação, os concelhos concorrerão com o de Castropol dentro do partido de Episcopalia à eleição de representantes na Junta Geral do Principado, exceto no período de 1810 a 1814, em que a comarca fica adscrita nominalmente à prefeitura de Mondonhedo (Castropol e a sua comarca tomam uma parte muito ativa na Guerra da Independência Espanhola e na Junta do Principado, constituída então em Junta Suprema).

## Sociolinguística
Existe um conflito politico-linguístico referente à identidade das variedades eunaviegas. De um lado encontram-se os que ressaltam o caráter de língua de transição entre o galego e o asturiano. Doutro lado estão os que priorizam o substrato galego destas variedades, reclamando para elas um tratamento idêntico ao do galego no Bierzo e alguns povos seabrenses, reconhecido como tal pela Junta e, portanto, tutelado pela Secretaria de Política Linguística da Junta da Galiza. Entre as partes que primam pela galeguidade do eunaviego (que seria um dialeto oriental do galego), encontram-se o Instituto da Língua Galega e a Real Academia Galega, os quais estudaram as variedades faladas nesta zona desde a década de 1980, ou a Promotora Espanhola de Linguística (PROEL), que inclui o eunaviego no bloco oriental do galego com o nome de «galaico-asturiano».
Neste sentido, o escritor e filólogo Dámaso Alonso afirmou o seguinte
[...] Face à cortante divisão administrativa entre a Galiza e as Astúrias, a linguagem oferece uma série de gradações. Como o arco íris entre duas cores imediatas, há um momento, em direção a ocidente, em que nos sentimos dentro do galego, e outro, rumo a oriente, no qual nos sentimos dentro do asturiano. Mas existe uma zona intermédia, na que, depois de tudo, a designação dada à língua dependerá da nossa maneira de apreciar e interpretar, uma a uma, toda uma série de feituras linguísticas. Proponho-me traçar noutra ocasião esse tema. Baste hoje com dizer que a afirmação já antiga de que o galego chega, dentro das Astúrias, até ao rio Navia (tomado de Menéndez Pidal no seu "O dialeto leonés", §1 2, 1906), é justíssima, conquanto, como é sabido, alguns fenómenos tipicamente asturianos penetram ao oeste dessa linha. A estas falas dentre o Návia e o Eu, fundamentalmente galegas, mas com alguns traços asturianos, designamos com o nome de galego-asturianoOriginal {{{{{língua}}}}}: [...] Frente a la cortante división administrativa entre Galicia y Asturias, el lenguaje ofrece una serie de gradaciones. Como el arco iris entre dos colores inmediatos, hay un momento, en dirección para Occidente, en que nos sentimos dentro del gallego, y otro, rumbo a Oriente, en el que nos sentimos dentro del asturiano. Mas existe una zona intermedia, en la que, después de todo, la designación dada a la lengua dependerá de nuestra manera de apreciar e interpretar, uno a uno, toda una serie de hechuras lingüísticas. Me propongo trazar en otra ocasión ese tema. Baste hoy con decir que la afirmación ya antigua de que el gallego llega, dentro de Asturias, hasta el río Navia (tomado de Menéndez Pidal en su "El dialecto leonés", §1 2, 1906), es justísima, si bien, como es sabido, algunos fenómenos típicamente asturianos penetran al oeste de esa línea. Estas hablas de entre el Navia y el Eo, fundamentalmente gallegas, mas con algunos trazos asturianos, designamos con el nombre de gallego-asturiano Obras Completas, Editorial Gredos (1971), vol. I, página 391
Por sua parte, o professor Alonso Zamora Vicente especifica
Nas Astúrias o galego penetra até ao Rio Návia. A orla esquerda fala uma variedade do galego de Lugo, e alguns povos da orla direita, como Armental, desconhecem o ditongo (corpo, terra, morto), enquanto em locais a oito quilómetros ao leste do Návia já aparecem vogais ditongadas. A toponímia reflete claramente esta situação: Cabanellas (sempre à orla direita do Návia), Cacabellos, dois quilómetros ao sul de Armental, mas Cabaniellas, dez quilómetros a oriente. À beira do rio existe Ponticiella, com ditongo, mas ao lado encontram-se Bustelo, Bustarelo, Barcela e, seis quilómetros a oriente, Fontela, ao lado de Muriellos, sete quilómetros a oriente. Já Menéndez Pidal insinuou a razão histórica deste limite estacionário durante séculos. O Rio Návia, segundo Plinio, separa os ástures pésicos dos galegos lucenses.Original {{{{{língua}}}}}: En Asturias el gallego penetra hasta el río Navia. La orilla izquierda habla una variedad del gallego de Lugo, y algunos pueblos de la orilla derecha, como Armental, desconocen el diptongo (corpo, terra, morto), mientras que en lugares a ocho kilómetros al este de Navia ya aparecen vocales diptongadas. La toponimia refleja claramente esta situación: Cabanellas (siempre a la orilla derecha del Navia), Cacabellos, dos kilómetros al sur de Armental, pero Cabaniellas, diez kilómetros a su oriente. Al borde del río existe Ponticiella, con diptongo, pero al lado se encuentran Bustelo, Bustarelo, Barcela y, seis kilómetros a oriente, Fontela, al lado de Muriellos, siete kilómetros a oriente. Ya Menéndez Pidal insinuó la razón histórica de este límite estacionario durante siglos. El río Navia, según Plinio, separa a los astures pésicos de los gallegos lucenses. Alonso Zamora Vicente, Dialectología Española, Biblioteca Románica Hispánica, Editorial Gredos. Madrid, (1960). página 85
Xavier Frías recalca a identidade galega destas falas e especifica as razões do conflito:
O galego eonaviego ou galego de Asturias é unha variante extraordinariamente rica, desde o punto de vista dialectal, da lingua galega, que ten —é innegábel— elementos comúns co asturo-leonés, mais tamén é verdade que boa parte do asturo-leonés occidental ten elementos comúns co galego.
Mas o facto de apresentar diferenças relativamente à norma padrão do galego e a sua localização fora das fronteiras administrativas da Galiza, faz com que seja objeto de discussão filológica e política. Por isso, fala-se por vezes de "galego-asturiano", "asturiano do Eu-Návia", de uma mistura entre ambas as línguasOriginal {{{{{língua}}}}}: Pero el fechu de que presenta diferencies respective a la norma estándar del gallegu y la so localización fuera de les fronteres alministratives de Galicia, fai que seya obxetu de discusión filolóxica y política. Por eso, fálase a vegaes de “gallegu-asturianu”, “asturianu del Eo-Navia”, d’un amestao ente ambes llingües.
A Academia da Língua Asturiana, instituição que se encarrega da normalização, defesa e promoção do asturiano, de modo geral, não aceita que neste território se utilize o galego, contando com a Secretaría Llingüística del Eo-Navia. A denominação «eonaviego», ou «língua eonaviega» é a preferida pela Academia.
A procura de uma caminho próprio desde as Astúrias pela comunidade de falantes eunaviegos viu-se interferida nas últimas décadas pelas tentativas de vários setores políticos e culturais da Galiza, determinados a tomar decisões sobre normativização e normalização no Návia-Eu. Estas ingerências tentam fundamentar-se através da posta em causa da asturianidade das terras mais ocidentais das Astúrias, considerando-as «galegas» tanto no plano linguístico como no cultural e até mesmo no plano político. [...] A abordagem teórica destas propostas, como foi dito, parte do preconceito gratuito, pretencioso e carecido de rigor de que a variedade falada no Návia-Eu é galego, mas também galegas a sua cultura e identidade.Original {{{{{língua}}}}}: La busca d’un camín propiu dende Asturies pola comunidá de falantes eonaviegos viose interferida nestes décades caberes polos intentos de dellos sectores políticos y culturales de Galicia, enfotaos en tomar determín nes decisiones sobre normativización y normalización nel Navia-Eo. Estes inxerencies tenten de fundamentase cuestionando l’asturianidá de les tierres más occidentales d’Asturies, considerándoles como «gallegues» tanto nel planu llingüísticu como nel cultural y hasta, mesmamente, nel planu políticu. [...] El plantegamientu teóricu d’estes propuestes, como se dixo, parte del prexuiciu gratuitu, pretenciosu y faltu de rigor de que la variedá falada nel Navia-Eo ye gallegu, pero tamién gallegues la so cultura ya identidá. Informe sobre la fala o gallego-asturianu. Una perspeutiva hestórica, social y llingüística (2006). pp 6–7
Por outra parte, a 25 de fevereiro de 2005, o governo asturiano aprovou o Plano de Normalização Social do Asturiano para promover o uso e presença tanto do asturiano como do galego-asturiano, denominação preferida pela administração asturiana. Ambos são colocados em igualdade de condições como línguas a proteger e promover e, implicitamente, como línguas diferentes
O galego asturiano, ou fala do ocidente das Astúrias, terá um tratamento semelhante ao bable ou asturiano em todoas as medidas recolhidas no presente plano.Original {{{{{língua}}}}}: El gallego asturiano, o fala del occidente de Asturias, tendrá un tratamiento similar al bable o asturiano en todas las medidas que se recogen en el presente plan.
Alguns filólogos (Ruth González Rodríguez e Ricardo Saavedra Fernández-Combarro) defendem a classificação do eunaviego como língua independente, tanto do galego como do asturiano. Também nesta linha se manifestaram associações como a Xeira e a Xunta pola Defensa de la Llingua Asturiana, que defendem a oficialidade dos dois idiomas nos correspondentes domínios linguísticos.
Quanto a esta situação, o Comité de Peritos do Conselho da Europa refere o seguinte:
A situação do galego-asturiano não é clara, mas parece que não foram realizados quaisquer esforços para promover esta língua, já que continua sem ser reconhecido claramente a sua identidade específica enquanto variante linguística do galego.Original {{{{{língua}}}}}: La situación del gallego-asturiano no está clara, pero parece que apenas se han realizado esfuerzos para promover esta lengua, ya que sigue sin reconocerse claramente su identidad específica como variante lingüística del gallego.
Para os próprios falantes, dois de cada três habitantes do Návia-Eu consideram as variedades da região uma mistura de galego e asturiano, enquanto que 16% as consideram como variantes asturianas e 8% como variantes galegas. Quanto à designação destas variedades, um em cada três (33%) chama-lhe a fala e um em cada quatro (24%) prefere a designação galego-asturiano. 22% preferem a denominação bable ou asturiano. Apenas 2% dos interrogados preferem a designação galego.

## Características

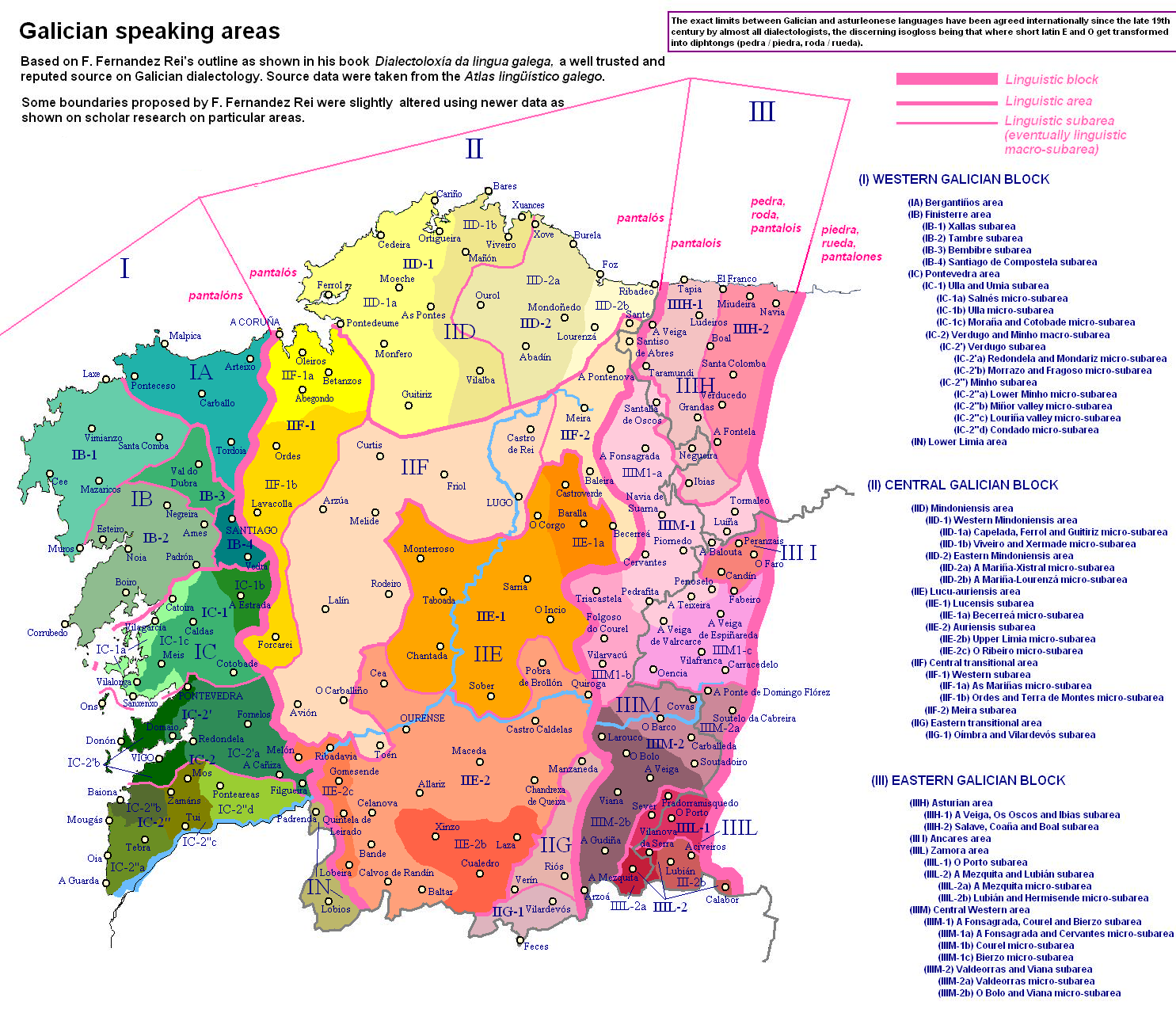
O galego das Astúrias (IIIH) dentro do conjunto de áreas linguísticas do galego.

### Fonéticas
- Acentua-se a perda das consoantes nasais intervocálicas, reflexo do qual:

- Sufixo latino –anu perde totalmente a nasalidade: ‘mao’ (mão), ‘ chao’ (chão), ‘ermao’ (irmão)
- Formação dos plurais: ‘camiois’ (camiões), ‘pantalois’ (pantaleões), cais (cães)
- Aumentativo: Casúa (grande casa), muyerúa (grande mulher), bobúa (grande boba)
- Formação do feminino: búa (boa), ermá (irmã), ladrúa (mulher ladrão)
- Perda das nasais palatais: Dieiro (dinheiro), cocía (cozinha), espía (espinha), etc.
- Formação diminutivos: Pequenía/pequenín, (pequenino/a), nía/nenín (menino/a), contíus (continhos)
- Deformação do vocalismo: Cía (ceia), Avía (Aveia),  bús (bons), ayeu (além)
- Velarização das codas nasais e deformação  do vocalismo como conseqüência da perda do -n- intervocálico.
- Supressão do ditongo –ua com coda em –n-: lat. quandum>  eon. condo (quando), lat. quantum> eon. conto (quanto), lat. Iohannes> Eon. Xan, ant. Sayane (João)
- Palatizacão da -l- inicial na metade da comarca eonaviega, deste jeito vem assim a ficar-se nos concelhos de Bual, Cuaña, El Franco, Navia e Villayón. Nesta zoa distingue-se os fonemas -j- e -lh-.[18] Também no Este da comarca mantém a degeminação da -lh- gallía (galinha), villa (vila), callar (calar), etc.
- Conservação da -l- intervocálica, assim: xelar (gear), cèlo (céu), calente (quente), etc.
- Vocalismo nasal. O mesmo que o resto do galego exterior, consta documentado até o século XIX, como o vocalismo nasal era um fenômeno bastante comum em todo o território eonaviego. Dámaso Alonso foi o primeiro em constatar este fenômeno muito esparzido nos Ancares. Menéndez García sinala restos de nasalidade em Freixulfe e em pontos de Villayón, e Celso Muñiz em O Valledor na fronteira co asturleonés. Atualmente, este fenômeno é observado apenas, mas a existência generalizada deste fenômeno no passado é fundamental para entender a fonética do galego-asturiano. Exemplo deste vocalismo nasal é que nesta língua, diferentemente de outras falas galego-portuguesas, as vocais em sílabas com coda nasais som sempre abertas, conseqüência necessária de velarizar estes sons, estádio prévio á formação do vocalismo nasal.[19]

### Morfológicas
- Aspectos metafónicos do vocalismo verbal. Tem esta língua, mesmo que as demais da família galaico-portuguesa, uma forte dependência do vocalismo originário da língua latina, fecho, que no galego-asturiano resulta ainda mais conservador. Assim, a flexão verbal do galego-asturiano vem condicionada pela perda da distinção entre as vogais abertas e fechadas no latim vulgar. Ignorando se a distinção entre as vogais átonas e dada a mobilidade das vogais tônicas da raiz verbal, os falantes prevalecem o morfema sobre a raiz na maioria dos supostos, distinguindo entre abertas e fechadas segundo se trate a sua posição tônica ao conjugar o verbo. De fato, o vocalismo vem adir certas denotações metafónicas por depender aquele da flexão verbal ignorando a origem etimológica das palavras. Assim, nos supostos das formas pessoais fortes, as três pessoas do singular e a terceira  do plural  do presente de indicativo, todo o subjuntivo e a segunda  do imperativo, em que os falantes distinguem sempre entre e- e o- abertos, mantendo sempre a distinção entre a forma forte e débil, exceto os verbos monossilábicos, nos quais a vogal tônica da raiz e o morfema coincidem, ademais dos verbos ‘deber’ (dever) e ‘ceder’, de fato irregulares em galego-asturiano.
- Futuro sintético: Caráter próprio do Galego-asturiano é a construção do tempo futuro a través  do sintagma ‘haver’ + pronome + infinitivo verbal, em construções como "eiyes atizar" ou outras "eivos dar", "y'a poñer", que som semelhantes as empregadas em portugués ao prefixar o pronome pessoal á desinência: agitar-lhes-ei, dar-vos-ei, colocar-lhe-á.[20]
- Particularismo também é o mantimento da desinência «–des» fronte á tendência a sua supressão em Português. Neste o eonaviego é mais parecido ao galego e se desvia mais do português. Assim, García García em referência à primeira conjugação sinala: «Como nas outras conjugações mantêm-se o -d- etimológico da 2ª pessoa do plural, mas na primeira «-ades», cede progressivamente ante «-ais», e ambas alternam com «–aides» pelo efeito do castelhano». O mesmo ocorre com a primeira pessoa do plural do presente de imperativo no que Fernández Fernández recolhe para 1898, ‘cantaide’ e ‘balaide.’ O mesmo que no português segue neste o paradigma do asturiano, e diz-se ‘cantais’ e ‘cantai’ mesmo igual que no asturiano. Por outra, do exame das falas galego-leonesas do Bierzo e Sanabria quanto mais ao Sul tende-se a empregar –ais e –ai em vez de -ades e -aide. Porém, na atualidade essas desinências estão a perder terreno em favor de –ais e –ad. Esta evolução é conseqüência quase com toda seguridade do influxo das falas do Sul por efeito da reconquista, fato que monstra o caráter conservador do Eonaviego. Nalgum caso a presença desta desinência e maior que no galego, assim, o advérbio 'quizades' ("talvez").
- Artigos, possessivos e demonstrativos. Há um consenso entre o maculem e o neutro em artigos, em possessivos e em demonstrativos. Convém sinalar, que se bem são gerais as formas próprias do gênero neutro, como ficou evidente  Frías Conde, o emprego destas formas é devido a uma influenza  do castelhano, sendo desconhecidas originariamente em eonaviego,[21] e é que sendo raro que seja o neutro «lo», o único artigo que começa em consoante, resulta fora de toda a dúvida o caráter estranho de tal artigo, se termos presente que ningum analista registra a existência de contrações com «lo», sendo isto inadmissível tanto em galego como em asturiano.

| Artigos        | Masculino            | feminino                  | Neutro          |
| -------------- | -------------------- | ------------------------- | --------------- |
| Singular       | el                   | a                         | el              |
| Plural         | os                   | as                        | os              |
| Possessivos    | Masculino            | feminino                  | Neutro          |
| Singular       | meu/tou/sou          | mía/túa/súa               | --              |
| Plural         | meus/tous/sous       | mías/ tuas/ suas          | --              |
| Demonstrativos | Masculino            | feminino                  | Neutro          |
| Singular       | este/ese/aquel       | esta/aquela/aquel/la      | esto/aquel/lo   |
| Plural         | estos/esos/aquel/los | estas/aquel/las/aquel/las | estos/aquel/los |
- Formas verbais compostas. García García, para o Concelho do Franco e Celso Muñiz para O Valledor, admite as formas compostas com ter como auxiliar, se bem com um emprego mais restringido que em castelhano e com uma conotação de probabilidade. Neste não difere o galego-asturiano do galego e do asturiano ocidental, pois este rasgo parte mais dum particular posição destes autores respeito da morfossintaxe das formas compostas, que da existência de uma especialidade própria do galego-asturiano.

### Sintáticas
- Conservação dos sintagmas preposicionais partitivos (acusativo parcial) nas cláusulas limitativas ou especificativas contidas junto a verbos transitivos. O uso de partitivos no galego-asturiano é pouco comum, assim, não se observam nenhum vestígio nos provérbios tradicionais de Fernández Fernández, (1898), como também no periódico ‘El Castropol’ (1905), nem no «Aldeano», (1932), também não há referência alguma no dicionário de Acevedo, (1932).  García García em 1976, na sua teses doutoral: «El Habla del Franco», é o melhor que tem documentado. Os exemplos que da Fernández Vior para A Veiga, entende-se melhor como elipses dos falantes que como propriamente partitivos, assim: Botame bèn della, Einda temos dél, (veja-se, “El habla de la Vega, A Veiga y su conceyo”, p. 216), outro tanto pode-se dizer, de Celso Muñiz para O Valledor, (El habla de Valledor, p. 266). Em galego, documente-se também este uso impróprio do partitivo no Val do Suarna.[22]
- Resulta também característico do eonaviego, o cambio de gênero para precisar um coletivo ou um número impreciso de cousas, assim, "el anada", "el herba", (distingue-se assim "a hèrba" uma folha de grama, de "el hèrba", uma sacada de grama), também em sintagmas adverbiais como "da feito", "da remoyo", etc. Veja-se exemplos dos provérbios do século XIX: “A terra que da a ortiga é pra mía filla/ a que nún la cría è prá mía vecía”, “El anada d’un mal ano/ máyase nún eirado”
- O papel do complemento reflexivo, são substituídas pólas diversas formas contratas de ‘ye’: ‘yo’, ‘ya’, yos, yas, así: deoyo, llevayo, etc.
- O infinitivo conjugado mantém-se no Eonavia, emprega-se quando os processos têm diferentes sujeitos e quere evitar-se ambigüidade. Tomamos os seguintes exemplos de García García, “El habla del Franco”:

- “É hora d’erguèrense”
- “De recoyéredes entr’os dous el hèrba, é facil que nún vola piy’l augua”.
- “Irei buscarvos pra véremo-los xuntos”.
- “Vid’a mía casa pra miraremos esos llibros”.
| Português | Acevedo y Fernández, 1932 | Campas Castropol Baixo Eu | Salgueiras Oscos Médio Eu | Neiro Fonsagrada Alto Eu | Návia de Suarna    | Bual                | Freiral Návia Baixo Návia |
| --------- | ------------------------- | ------------------------- | ------------------------- | ------------------------ | ------------------ | ------------------- | ------------------------- |
| água      | augua                     | auga ['awga]              | auga ['awga]              | auga ['awga]             | auga ['awga]       | auga ['awga]        | augua ['awgwa]            |
| para      | pra                       | pra ['pra]                | pra ['pra]                | pra ['pra]               | pra ['pra]         | pra ['pra]          | pa ['pa]                  |
| semente   | sema                      | somènta ['somᴈnta]        | somènta ['somᴈnta]        | semènta ['semᴈnta]       | sementa ['sementa] | sema ['sema]        | sema ['sema]              |
| quanto    | conto                     | cònto ['kɔnto]            | canto ['kanto]            | cuanto ['kwanto]         | cuanto ['kwanto]   | cònto ['kɔnto]      | cònto ['kɔnto]            |
| canta     | cantaide                  | cantaide [kan'taide]      | cantai [kan'tai]          | cantadie [kan'tadje]     | cantái [kan'tái]   | cantái [kan'tái]    | cantade [kan'tade]        |
| despido   | espido                    | espidu [es'piðo]          | espido [es'piðo]          | encoiro [en'koyro]       | despido [es'piðo]  | encoiro [en'koiro]  | desnudo [ðes'nuiðo]       |
| mulher    | muyer                     | muyzer [muz'ʝer]          | muller [mu'λer]           | muller [mu'λer]          | muller [mu'λer]    | muiyer [mui'ʝer]    | muyer [mu'ʝer]            |
| olho      | oyo                       | òyzo [ˈɔzʝo]              | òllo [ˈɔλo]               | òllo [ˈɔλo]              | òllo [ˈɔλo]        | òiyo [ˈɔiʝo]        | òyo [ɔʝo]                 |
| orelha    | oureya                    | oreyza [oreʝza]           | ourella [ow'reʎa]         | orella [o'reʎa]          | orella [o'reʎa]    | oreiya [oreʝia]     | oureya [owreʝa]           |
| ouvido    | ouguido                   | ouguido [ow'giðo]         | ouguido [ow'giðo]         | oído [o'iðo]             | oído [o'iðo]       | ouguidu [ow'giðu]   | ouguido [ow'giðo]         |
| chorar    | chorar                    | chorar [ˈt∫o̞rar]          | chorar [ˈt∫o̞rar]          | chorar [ˈt∫o̞rar]         | chorar [ˈt∫o̞ᴈrar]  | chorar [ˈt∫o̞rar]    | chorar [ˈt∫o̞rar]          |
| lágrima   | —                         | lágrima [ˈlagrima]        | lágrima [ˈlagrima]        | lágrima [ˈlagrima]       | lágrima [ˈlagrima] | llágrima [ˈλagrima] | yárima [ˈʝagrima]         |
| mão       | mao                       | mãu [ˈmão]                | mãu [ˈmãw]                | mãu [ˈmãw]               | mãu [ˈmãw]         | mãu [ˈmãw]          | mãu [ˈmãw]                |
| dedo      | dido                      | dido [ˈðido]              | dido [ˈðido]              | dido [ˈðido]             | dédo [ˈðedo]       | didu [ˈðido]        | dido [ˈðido]              |
| perna     | perna                     | pèrna [ˈpᴈrna]            | pèrna [ˈpᴈrna]            | pèrna [ˈpᴈrna]           | pèrna [ˈpᴈrna]     | pèrna [ˈpᴈrna]      | pèrna [ˈpᴈrna]            |
| pé        | pe                        | pè [ˈpᴈ]                  | pè [ˈpᴈ]                  | pè [ˈpᴈ]                 | pè [ˈpᴈ]           | pè [ˈpᴈ]            | pè [ˈpᴈ]                  |
| dente     | dente                     | dènte [ˈðᴈnte]            | dènte [ˈðᴈnte]            | dènte [ˈðᴈnte]           | dènti [ˈðᴈnti]     | dènti [ˈðᴈnti]      | dènte [ˈðᴈnte]            |
| quieto    | quieto                    | quieto [ˈkieto]           | quieto [ˈkieto]           | quieto [ˈkieto]          | quieto [ˈkieto]    | quietu [ˈkietu]     | quieto [ˈkieto]           |
| égua      | eugua                     | ègüa ['ᴈgwa]              | ègüa ['ᴈgwa]              | ègoa ['ᴈgoa]             | ègüa ['ᴈgwa]       | èuga ['ᴈgwa]        | ŷegua ['ʝᴈgwa]            |
| eixo      | eixe                      | eixe ['eiʃe]              | eixe ['eiʃe]              | èixe ['eiʃe]             | eixi ['eiʃi]       | eixe \| ['eiʃe]     | eixe \| ['eiʃi]           |
| demónio   | demo                      | demo [ˈðemo]              | dèmo [ˈðᴈmo]              | demo [ˈðemo]             | demo [ˈðemo]       | demoniu [ˈðemoniu]  | demonio [ˈðemonio]        |
| gengiva   | enxigua/enxiba            | enxiba [enˈ∫iba]          | enxiba [enˈ∫iba]          | enxiba [enˈ∫iba]         | enxiba [enˈ∫iba]   | enxiba [enˈ∫iba]    | meya [meˈʝa]              |
| peito     | —                         | pecho [ˈpet∫o]            | peito [ˈpeito]            | peito [ˈpeito]           | peito [ˈpeito]     | pechu [ˈpet∫u]      | pecho [ˈpet∫o]            |
| nó        | nougo                     | nougo [ˈnowgo]            | nò [ˈnɔ]                  | nó [ˈno]                 | nó [ˈno]           | nougo [ˈnowgo]      | nougou [ˈnowgo]           |
| coice     | couz                      | couz [ˈkowθ]              | couce couz [ˈkowθe]       | couce [ˈkowθe]           | couzi [ˈkowθe]     | cou(z) [ˈkowθ]      | couz [ˈkowθ]              |
| ungir     | xoncer                    | xoncer ['ʃoncer]          | xoncer ['ʃoncer]          | xoncer ['ʃoncer]         | xoncèr ['ʃoncer]   | xoncèr ['ʃoncer]    | xoncer ['ʃoncer]          |
| leite     | leite/lleite              | leite ['leite]            | leite ['leite]            | leite ['leite]           | lèiti ['lᴈiti]     | llèite ['λeite]     | ŷeite ['ʝeite]            |
| boi       | boi                       | bòi ['bɔi]                | bòi ['bɔi]                | bòi ['bɔi]               | boi ['bɔi]         | bòi ['bɔi]          | bòi ['bɔi]                |
| grilo     | —                         | grilo ['grilo]            | grilo ['grilo]            | grilo ['grilo]           | grilo ['grilo]     | grillo ['griʎo]     | griŷyo ['griŷyo]          |
| pomba     | palomba                   | palomba [pa'lomba]        | palomba [pa'lomba]        | palomba [pa'lomba]       | palomba [pa'lomba] | palomba [pa'lomba]  | palomba [pa'lomba]        |
| rã        | ra                        | ra ['ra:]                 | ra ['ra:]                 | ra ['ra:]                | ra ['ra:]          | ra ['ra:]           | ra ['ra:]                 |
| lobo      | lobo/llobo                | lobo ['lobo]              | lobo ['lobo]              | lobo ['lobo]             | lobo ['lobo]       | llobu ['ʎobo]       | ŷobo ['ʝobo]              |
| ferro     | fèrro                     | fèrro ['fᴈro]             | fèrro ['fᴈro]             | fèrro ['fᴈro]            | ferro ['fero]      | fèrro ['fᴈro]       | fèrro ['fᴈro]             |
| chama     | lapa/llapa                | lapa ['lapa]              | lapa ['lapa]              | lapa ['lapa]             | llapa ['ʎapa]      | llapa ['ʎapa]       | ŷapa ['ʝapa]              |
| tudo      | todo                      | todo ['toðo]              | todo ['toðo]              | todo ['toðo]             | todo ['toðo]       | todo ['toðo]        | todo ['toðo]              |
| Português | Acevedo y Fernández, 1932 | Campas Castropol Baixo Eu | Salgueiras Oscos Médio Eu | Neiro Fonsagrada Alto Eu | Návia de Suarna    | Bual                | Freiral Návia Baixo Návia |

## Amostras de texto

### Documentos

#### Século XII
...Testo uobis et concedo per suis terminis certis per termino de Menustux e inde de super ad petram de Gio a Cornu de Meyiones, et ad penna de Teyxeyra, et al Pico pequeno, et allas mestas de Bouspoulim et commo uay pello regueyro a Sobrepe aa pena das ouellas, et inde in directum ad petra Uocatoria et ad aquam de Ferueça et cómmodo uertitur aquam al final de Pena Leyra, na Nauia per ubi potueritis inuenire.... Ad patrem (sic) vero regis quingentos solidos boos exsoluat. Colección diplomática del monasterio de Santa María de Villanueva de Oscos (1139-1300)

#### Século XIII
Cunusçuda cousa seia a quantos esta carta viren commo eu María Uicentez de Cedamona vendo a uos abbade don Guillermo de Santa María de Villa Noua d’Oscos e ao conueto desse mismo lugar quanta heredade eu aio e deuo auer en Çedamona por preço qua a mí e a uos ben prougo, conuen a saber: hun boy boon e çen solidos, preço me outorgo por ben pagada e sse mays val doo por Deus e por mina alma e de meus parentes. E de este día en deante seia tirada de nosso poder e seia metuda en no uosso e no do moestero e se alzen da mina parte ou da aldea contra esta uençon contra esta doaçon veer, aia a maldiçon de Deus e a mina e con Iudas eno inferno iasca por senpre e aa uoz del rey peyte çen morabentinos e dobre ao moestero a heredade e a carta uala por senpre. Feyta a carta en Gyo... Vid. Floriano Llorente, Pedro: Coleção diplomática do Mosteiro de Vilanova de Oscos, I, RIDEA 1981, nº 102, p. 143.
Se vos ende quissierdes yr leyxade a quarta de quanto overdes ao monasterio… a vossa morte venirdes aa septultura do monasterio con vossas mandaciones Castellano Oliveros, Luis. "Algumas reflexões sobre o infinitivo conjugado nos documentos do Mosteiro de Vilanova de Oscos", Britonia II, 1995-1996, p. 124
Devante de vos Johan Rodriguez, juyz del Rey, Eu frey Johan Peláez vestiario de Vila Nova d’Oscos polo abbade e polo convento desse mismo logar, dígonos querellando e pézonos por justicia que fagades ao concello da Pobra de Revoredo, que como nos eno noso monte de Candanosa teníamos noso frade o qual monte iaz eno noso couto de Santa Columba, ho qual couto avemos ven gardado con todos sous dereytos, que veneron los omes da pobla de Revoredo acernaron os nosos montes, nomenadamente… Ende nos dizemos que los danos que feceron enos montes devanditos os quaes nos pertenecen de dereyto e deven ser nosos por razón de Santa Columba que nolos fagades entregar os quaes danos estimamonos C maravedís dos pretos. Salvo de toller e de nader se mester for Alvárez Castrillón, José A., Os Oscos nos séculos X-XII p. 144.

#### Século XIV
E por esta doaçión e por esta esmolna que vos Pedro Méndez façedes ao monsterio sobredito e abade e convento que son e que an de de vir, e por cuanto ben e emparamento façedes ao mosterio e prometedes de façer, nos abbade e convento logo de presente reçebemosvos llogo por noso familiar e damosvos e outorgamos parte en todo o ben que se feçer no mosterio de Santa María de Villa Nova en toda a orden de Cistel ata o día da fin do mundo... Alvárez Castrillón, José A., Os Oscos nos séculos X-XII p. 144.
Sepan quantos esta carta viren commo Teresa Meen, frada profesa no Monesterio de Santa María de Villa Nova d'Oscos, do en doazon al dito monesterio, por las almas de meu padre de mina madre e mía, e de aquelos a quen eu son teuda, todos benes asy mobres commo rayzes que eu aio en Lanteyro, en Bullaso, en Lavallos e en Mon, e en todos los terminos e jurdiçon da Probra de Castropol, e otorgo e mando que seian do monesterio todos, por quanto os mandaron y meu padre e mina madre con meu otorgamento. E vos, o dito don Abbad e convento, non me avedes a tirar estos erdamentos nen parte de delos, nen los otros que y el monesterio que levava meu padre e mia madre por los trinta maravedís según teno huna carta per que nos aforastes e dovos liçençia que vos pósades trocar e ministrar por lo dito foro os novos delos. E non avedes a dar nen aforar, nen vender, nen supinnorar, nen allear, nen malparar estos ditos herdamentos e benes. E Eu Teresa Meen frada profesa do dito monesterio asy o otorgo e prometo de ter e gardar todo esto que se aquí reconta. Alvárez Castrillón, José A., Os Oscos nos séculos X-XII p. 187.

#### Século XV
...per tal preyto e condyçon vos aforo estas ditas herdades que as lavredes ben, e paredes ben, e que diades nos el dito don Abade e monesterio por foro cada anno huna taega de bon centeno medido per la medida dita de Santalla, livre de polvo e de palla; e que seyades amigos boos e leales do monesterio ennas cousas que vos poderdes, e qe estas ditas herdades que vos non posades vender nen subpynorar nen escabyar a outra parte por ninguna manera, e a la morte ou saydo del postermeyro de vos a los desste foro sayr que nos fiquen ao dito monesterio as ditas erdades lyvres e quitas e desenbargadas de vos e de vosa voz con todos sous chantados e aboamentos que elas estevere, vosa novydade alçada dando al monesterio aquelo que lle deverdes deste dito foro as quales herdades iaçcen su signo de Santalla d'Oscos... Alvárez Castrillón, José A., Os Oscos nos séculos X-XII, p. 215
Sepan quantos esta carta viren commo nos don Lope abbad del moesterio de Santa María de Uilla Nova d’oscos, e prior e conuento do dito moesterio aforamos a uos Lopez Pérez e a uosa muller Ynés Fernández, e a os fillos e netos que ouierdes unos de outros, conuén a saber que uos aforamos o noso casal de Bustapena asy commo lebóu e usou Miguel Andrés que ende moróu, casa e orrio e teytos e paos e erdamentos [bravos e] mansos que lle pertenescen e con la erdad que foy de [...] Domínguez e de Aluaro que lauraua Aluaro de Perdigueros. [Esto] todo asy commo senpre andóu esto commo dito [he vos] aforamos que déades e pagedes de foro en cada hun anno todos los foros e deretos ao convento e [ao moesterio] asy commo pagaua o dito Miguel Andrés e desta erdad que auedes de dar el quarto a Dominga Fernández por seus días muller que foe de Aluaro de Perdigueros... Alvárez Castrillón, José A., Os Oscos nos séculos X-XII p. 233

### Cantares
| Galego-asturiano                                                                                                | Deita palla al boi Gonzalvo Deita palla á ó boy Freija Ferrández fiandera honrada puja cada fío, va pucherada | Galego-asturiano |
| — Cartas de Euxenio de Salazar vecinho e natural de Madrid Imprenta e estinotipia de Rivadeneyra, 1866, pág. 88 | |                  |

| Galego-asturiano                                                     | Lliras che quito, nel marco las poño, toma, can, lliras y pan. En Villanova nin vaca nin nora nacen os gutos y votanlos fora. En Llanteiro nun hay mozas, en Mezà todas son veyas, en Miñagon milindrosas y en Serandías a fror d'ellas. Pernas tortas das Cavanas, regallóis os da Pilella, chamuscados os de Boal, viva el llugarín de Armal. Veite cerzo, cercellín, de este valle regueirín, qu'ei che vèn Xuan de riba, xurando y devotando, que ch'a partir ua dida, si te coye costa arriba, que ch'a partir un brazo si te coye costa abaxo. | Galego-asturiano |
| — Acevedo Huelves, Boal e seu Concejo, Oviedo 1.898 pág. 50, 76 y 61 | |                  |

| Galego-asturiano                                          | Polavila polavila, Eu ben sei donde la hay, indo porlo río arriba no moliño de meu pay. | Galego-asturiano |
| — Acevedo Huelves, Boal e su Concejo, Oviedo 1.898 p. 76. |                                                                                         |                  |

| Galego-asturiano                                                              | En casa chía, llougo se fai a cía. Condo che dian a oveya, coye a corda y vay por ella. As cuitas ayías, num me quitan dormir. A mía fiya arruita fame muita, a mía nora vocía e de chía. A terra que da á ortiga è pra mía fiya/, a que nun la cría è pra mía vecía Pra que nun queren, teño èo abondo Antroido, godoiro, paso por Arbon con un cesto na mau comendo rapón. D`os sesenta pra riba, nun moyes a barriga. De valdre texen os cais, que nun rompen a roupa. A vaca da mía vecía, da meyor lleite ca mía. Condo Dios nun quer, os Santos nun poden. Que mañá nos traiga, un boo día de solín. Arco de veya revolve na terra, col dido monín que nun chova por mín, col dido pulgar que chova nel mar. Foyas na figueira, farros na ribeira. Cerco lluar ponte a enxugar. Xente de marina, xente de gran caldeirada, día de muyto víspera de nada. Home fraque y non de fame, mira que nun te agarre. Condo chove y fai frío, cantan os gallos na veira del río. Condo Dios quer, de todos os ventos chove El anada de un mal ano, máyase nun eirado. Cantaide nenas, cantaide, /cantaide y nun teñais pena/que ven un barco de mozos/ a dous cuartos á docena. Si a Candeleira chora/ el inverno xa vai fora / si a candeleira rí / El inverno ta por vir Alló enriba, nun, sei unde, encontrein con nun sei quen, en casa de xa me esqueice, nun me podo acordar ben. | Galego-asturiano |
| — Fernández Fernández, Marcelino. El Franco e seu Concejo 1.898, p. 112 e ss. | |                  |

### Provérbios
Eon.: El que rouba un lladrón, tèn cèn anos de perdón, (Fdez. Fdez. El Franco y su Concejo, 1898)
Gal.: Quen rouba un ladrón, ten cen anos de perdon
Português: Ladrão que rouba ladrão, tem cem anos de perdão
Eon.: Na tèrra dos cègos, el torto è Rey, (Fdez. Fdez. El Franco y su Concejo, 1898)
Gal. En terra de cegos, o torto é Rei
Português. Em terra de cego, quem tem um olho é rei
Eon. Condo Dios quer, de todos os vèntos chòve, (Acevedo y Huelves, El bable de occidente p. 60)
Gal. Cando Deus quer, de todos os ventos chove
Português Quando Deus quer, com todos os ventos chove
Eon. Dos sesènta pra riba/ nún te mòyes a barriga, (Fdez. Fdez. El Franco y su Concejo, 1898)
Gal. Dos sesenta (corenta) para riba/non molles a barriga
Português Dos sessenta (dos quarenta) para riba não molhes a barriga